# Містельгау
Містельгау (нім. Mistelgau) — громада в Німеччині, розташована в землі Баварія. Підпорядковується адміністративному округу Верхня Франконія. Входить до складу району Байройт. Центр об'єднання громад Містельгау.
Площа — 39,43 км2. Населення становить 3874 ос. (станом на 31 грудня 2020).

## Галерея

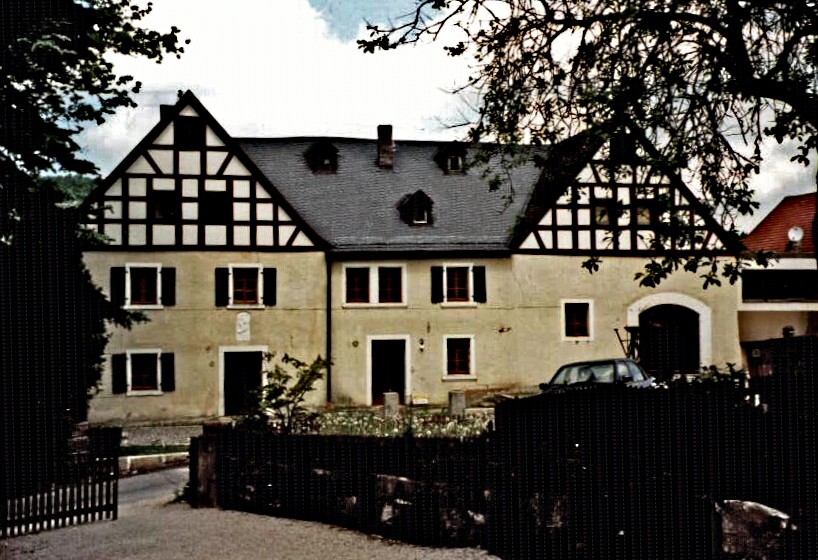
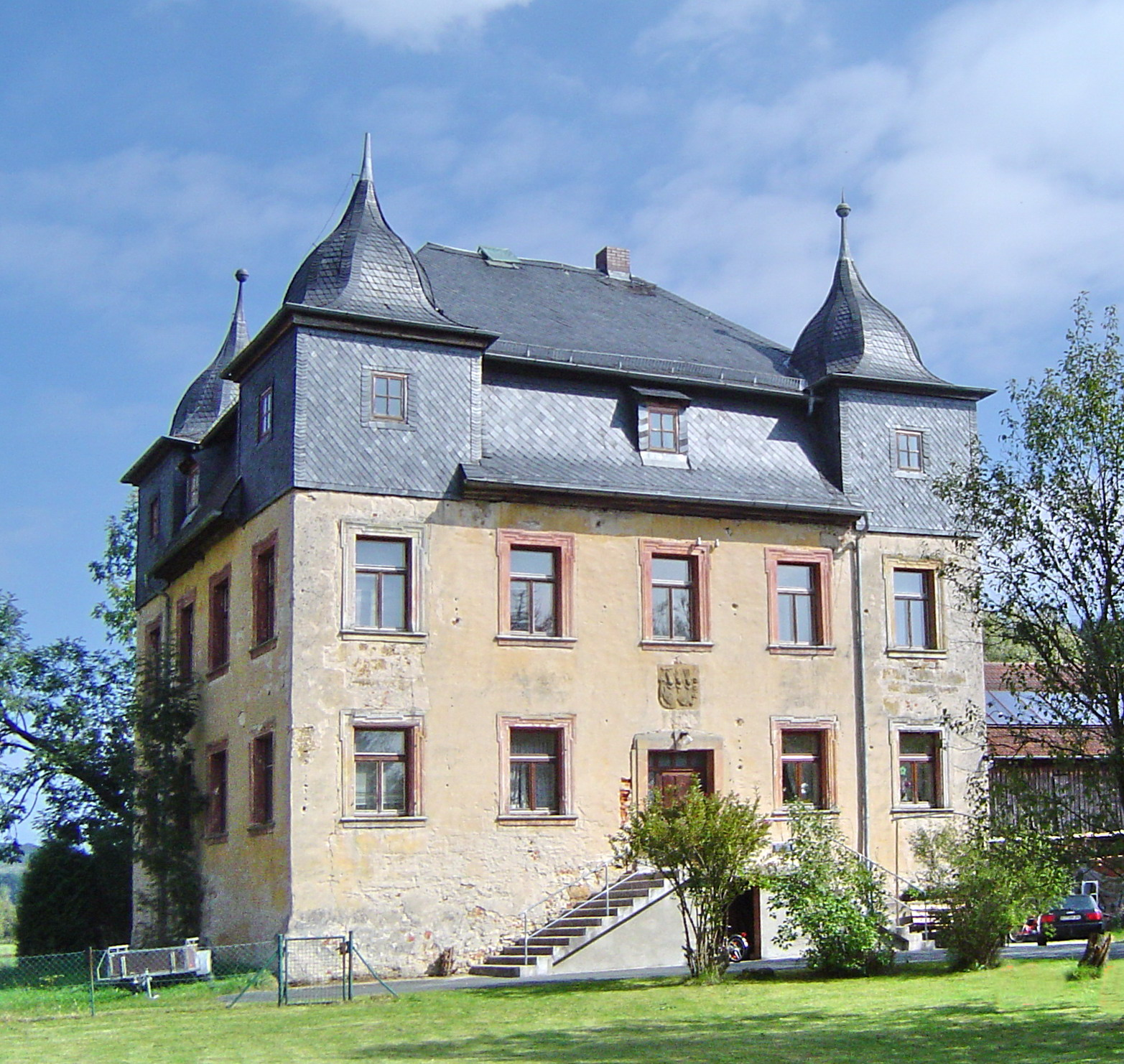
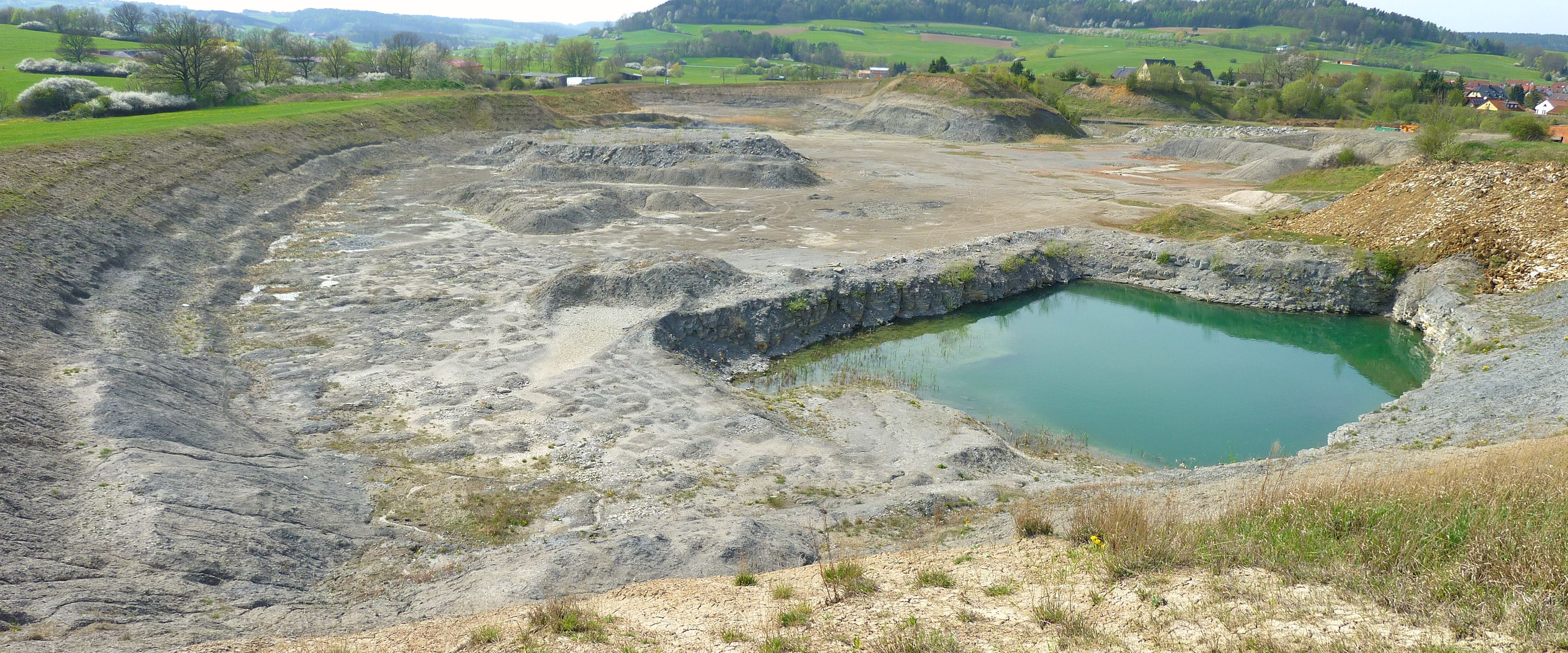